# Lučani
Lučani (in serbo Лучани?) è una città e un comune del distretto di Moravica al centro della Serbia centrale.
Comprende, tra gli altri, il villaggio di Dučalovići.

## Sport
Il FK Mladost Lučani, è il massimo club calcistico cittadino, che milita nella massima divisione serba.